# Lina Galli
Lina Galli (geboren 1899 in Parenzo/Poreč, Österreich-Ungarn; gestorben am 24. Juni 1993 in Triest) war eine italienische Schriftstellerin aus Istrien.

## Leben
Lina Galli wuchs in Parenzo auf, das eine vorwiegend italienischsprachige Bevölkerung hatte, und erlebte mit dem Ende des Ersten Weltkriegs wie das Ziel des italienischen Irredentismus, das Gebiet der Venezia Giulia  mit Italien zu vereinigen, erreicht wurde. Für die Interessen und Sorgen der kroatischen Bevölkerung in Istrien und der slowenischen in Triest und im Umland zeigte sie kein Verständnis und nahm auch die Bestrebungen zur Italianisierung der slawischen Bevölkerung hin. Galli lebte bis 1931 in Parenzo und übersiedelte dann nach Triest. In der Zeit des italienischen Faschismus war Galli 1936 Teilnehmerin an den Kunstwettbewerben der Olympischen Sommerspiele 1936.
Bei Kriegsende 1945 fiel der Südteil Istriens, mit ihrer Heimatstadt Poreč, sofort an Jugoslawien und die italienischsprachige Bevölkerung wurde von dort vertrieben. Galli zeigt sich davon sehr betroffen. In der auch vom Kalten Krieg beeinflussten Auseinandersetzung um die Zukunft der Internationalen Zone Triest fühlte sie sich in einer „Zeit der Finsternis“. Galli gab in der Nachkriegszeit den italienischen Heimatvertriebenen aus Istrien eine von Trauer und Düsternis dominierte Stimme: Notte sull'Istria.
In Triest engagierte sich Galli im literarischen Leben der Stadt und in der Frauenorganisation Federazione Italiana Donne Arti Professioni e Affari. Ihre literarischen Beiträge wurden in verschiedenen Zeitschriften der Region und in der Tageszeitung Il Piccolo veröffentlicht.
Ab 1942 hatte ihre Freundin Livia Veneziani, die Witwe Italo Svevos, mit Gallis Hilfe begonnen, das Material für eine Biografie ihres Mannes zusammenzustellen, die 1950 unter dem Titel Vita di mio Marito in einer Auflage von 350 nummerierten Exemplaren in der Edition „Lo Zibaldone“ der Künstlerin und Verlegerin Anita Pittoni erschien. Pittoni gab 1958 eine nicht im Detail abgesprochene, auf 900 Exemplare beschränkte Neuausgabe dieses Buches heraus, die aufgrund zahlreicher nur hier stehenden kenntnisreichen Anmerkungen sowie nur hier publizierter Bilder bis heute eine der wichtigsten biographischen Quellen über das Leben des Schriftstellers Svevo und seiner Familie ist. Aus urheberrechtlichen Gründen und weil die Familie des Schriftstellers mit einigen 1958 publizierten intimen Details nicht einverstanden war, gingen alle weiteren Auflagen und auch alle späteren Übersetzungen einschließlich der deutschen jedoch vom Urtext der von Galli aufgesetzten Ausgabe von 1950 aus. Lediglich eine 1989 bei Libris in London erschienene englische Ausgabe erhielt (durch John Gatt-Rutter) Hinweise auf die für Svevo-Biographen unentbehrlichen Fußnoten der Ausgabe von Pittoni.
Galli erhielt verschiedene italienische Literaturpreise und Anerkennungen.

## Schriften
- La strage degli anatroccoli, Venezia : Marsilio, 1995
- Nora Baldi, Fabio Russo: Un volto per sognare, 1987
- Il tempo perduto, Milano : Istituto propaganda libreria, 1986
- Chi siamo?, 1982
- Voci contrapposte, Pisa : C. Cursi, 1977
- mit Giuseppe Cuscito: Parenzo, Padova : Liviana, 1976
- Nora Baldi: Eppure ancora un mattino, Padova, Rebellato, 1973
- Dal fondo della stiva, 1970
- Mia città di dolore : poesie, Trieste : Società artistico letteraria, 1968
- L' agosto dei monti Padova : Rebellato, 1966
- Incontri, Padova, Rebellato 1963
- Il volto dell'Istria attraverso i secoli, Bologna, Cappelli, 1959
- Domande a Maria. poesie, Padova, Rebellato, 1959
- Notte sull'Istria, 1958
- Giorni d'amore (1935-1945). Gedichte, Roma, Uber,  1956
- Tramortito mondo (1945-1947), Milano, Ed. Fiumara, 1953
- Giorni di guerra. Versi, Siena, Ausonia, 1950
- Livia Veneziani Svevo: Vita di mio marito, stesura di Lina Galli. Triest: Lo Zibaldone 1950. Unveränderte Nachdrucke ab 1976 in Mailand bei dall'Oglio. - Eine eigenständige Ausgabe dieser Biographie mit fast doppelt so großem Umfang und mehr als 50 Bildern erschien unter dem Titel Vita di mio marito (stesura di Lina Galli) con altri inediti di Italo Svevo. Nuova edizione a cura di Anita Pittoni. Triest: Lo Zibaldone 1958.
  - Livia Veneziani Svevo: Memoir of Italo Svevo. Translated by Isabel Quigli. Preface by P. N. Furbank. [Footnotes by John Gatt-Rutter.] London : Libris 1989.
  - Livia Veneziani Svevo: Das Leben meines Mannes Italo Svevo., Frankfurter Verlagsanstalt, Frankfurt 1994, ISBN 3-627-10237-1